# Musa Bajmuchanow
Musa Bajmuchanuły Bajmuchanow (kaz. Мұса Баймұханұлы Баймұханов, ros. Муса Баймуханович Баймуханов, ur. 3 października?/16 października 1910 w aule nr 16 obecnie w rejonie makatskim w obwodzie atyrauskim, zm. 18 marca 1945 na Śląsku) – radziecki wojskowy narodowości kazachskiej, młodszy porucznik, nagrodzony pośmiertnie tytułem Bohatera Związku Radzieckiego (1945).

## Życiorys
Urodził się w kazachskiej rodzinie robotniczej. W 1932 ukończył rabfak (fakultet robotniczy) w Ałma-Acie, pracował jako starszy sekretarz i śledczy obwodu gurjewskiego, później miejskiej prokuratury Kazachskiej SRR. W 1941 został powołany do Armii Czerwonej, w 1942 ukończył szkołę wojskowo-polityczną w Jełabudze, a w 1944 moskiewską szkołę wojskową, w 1942 został członkiem WKP(b). Jako dowódca plutonu 538 pułku piechoty 120 Dywizji Piechoty 21 Armii 1 Frontu Ukraińskiego w stopniu młodszego porucznika w styczniu 1945 brał udział w forsowaniu Odry w okolicach Opola. Dowodzony przez niego pluton odparł wiele niemieckich kontrataków, zabijając 25 żołnierzy (sam Bajmuchanow miał zabić 9 Niemców). Zginął w walce na Śląsku. Został pochowany pod miastem Biała. Był odznaczony Orderem Wojny Ojczyźnianej I klasy. 10 kwietnia 1945 pośmiertnie otrzymał Złotą Gwiazdę Bohatera Związku Radzieckiego i Order Lenina.